# Семейка Крудс
«Семейка Крудс» (англ. The Croods) — полнометражный компьютерный мультипликационный фильм от DreamWorks Animation, который вышел в России 21 марта 2013 года. Одним из режиссёров и авторов сценария мультфильма стал Крис Сандерс, ранее работавший над лентами «Лило и Стич», «Мулан» и «Как приручить дракона».
Слоган «Если они не эволюционируют, то станут историей»

## Сюжет
В первобытном мире была семейка 'Крудс', которые жили в пещере. Они боятся всего нового и считают, что главное — это выживание. Папа Груг учит всех правилам: не выходить без разрешения, не пробовать новое, не доверять никому. Он уверен, что так они будут в безопасности.
Но его дочь Ип совсем другая! Она любит приключения, хочет увидеть мир, мечтает о новых открытиях. Она верит, что за пределами их пещеры есть что-то большое, удивительное и интересное. И однажды её мечта начинает сбываться — случается катастрофа, и их дом разрушается. Теперь Крудсам приходится покинуть свою пещеру и отправиться искать новое место для жизни.
Во время путешествия они встречают парня по имени Гай. Он совершенно не похож на них — он смелый, умный, умеет делать полезные вещи, например огонь! Гай показывает Крудсам, что мир может быть не страшным, а захватывающим и удивительным. Он учит их тому, что иногда нужно пробовать новое, чтобы стать сильнее и счастливее.
Путешествие становится настоящим приключением! Крудсы встречают забавных и странных существ, попадают в опасные, смешные, неожиданные ситуации, ссорятся, мирятся, учатся работать вместе. Они перестают бояться и начинают верить, что жизнь — это не только выживание, но и радость открытий.

## Роли озвучивали
| Актёр           | Роль  |
| --------------- | ----- |
| Николас Кейдж   | Груг  |
| Райан Рейнольдс | Малой |
| Эмма Стоун      | Гип   |
| Кэтрин Кинер    | Угга  |
| Кларк Дьюк      | Тунк  |
| Клорис Личмен   | Гран  |
| Крис Сандерс    | Кушак |
| Томас Рэнди     | Сэнди |

## Производство
Фильм был анонсирован в мае 2005 года под рабочим названием «Crood Awakening», первоначально, это был пластилиновый фильм, снятый Aardman Animations, в рамках «сделки на пять фильмов» с DreamWorks Animation. Джон Клиз и Кирк де Микко работали над художественным фильмом, основанной на книге Роальда Даля «Семейство Твит», проект, который так и не был реализован.
DreamWorks получила копию своего сценария, она ей понравилась, и она пригласила Клиза и ДеМикко ознакомиться с идеями компании, чтобы посмотреть, найдут ли они что-то, с чем они хотели бы поработать. Они выбрали основную идею истории о двух пещерных людях в бегах, изобретателе и луддите, и написали первые несколько черновиков сценария. В январе 2007 года после ухода Aardman, права на фильм вернулись к DreamWorks.
В марте 2007 года Крис Сандерс, один из сценаристов «Мулан» (1998) и сценарист/режиссёр фильма «Лило и Стич» (2002), присоединился к DreamWorks, чтобы режиссировать фильм, с намерениями значительно переписать сценарий. В сентябре 2008 года было сообщено, что Сандерс работает над фильмом «Как приручить дракона», отложив выпуск фильма до марта 2012 года. В мае 2009 года название было изменено на «The Croods», а сценарист Кирк ДеМикко был назначен сорежиссёром. В марте 2011 года фильм был перенесен на 1 марта 2013 года, и наконец состоялся 22 марта.

## Кассовые сборы
В дебютный уик-энд (22.03—24.03) в США «Семейка Крудс» предварительно заработала 63,3 млн долларов на 47 территориях.
По итогам российского проката за первый уик-энд «Семейка Крудс» возглавила рейтинг заработав $7,8 млн.

## Продолжение
17 апреля 2013 года, было объявлено, что DreamWorks Animation приступила к разработке сиквела к фильму с Сандерсом и ДеМикко. Дата премьеры сиквела с подзаголовком «Семейка Крудс: Новоселье» была запланирована на 5 января 2018 года, но её перенесли на 25 ноября 2020 года в США и 24 декабря 2020 года в России.

### Мультсериал
В 2015—2017 годах компания Netflix выпускала мультсериал «Семейка Крудс. Начало» (англ. Dawn of the Croods) про приключения героев мультфильма.

## Музыка в мультфильме
Саундтрек к мультфильму «Семейка Крудс» был создан композитором Аланом Сильвестри.
| № трека | Название                    | Исполнитель\Композитор | Время | Момент фильма   |
| ------- | --------------------------- | ---------------------- | ----- | --------------- |
| 1       | Prologue                    | Алан Сильвестри        | 2:09  | —               |
| 2       | Smash and Grab              | Алан Сильвестри        | 4:10  | —               |
| 3       | Bear Owl Escape             | Алан Сильвестри        | 2:45  | —               |
| 4       | Eep and the Warthog         | Алан Сильвестри        | 3:53  | —               |
| 5       | Teaching Fire to Tiger Girl | Алан Сильвестри        | 1:55  | —               |
| 6       | Exploring New Dangers       | Алан Сильвестри        | 3:33  | —               |
| 7       | Piranhakeets                | Алан Сильвестри        | 2:24  | —               |
| 8       | Fire and Corn               | Алан Сильвестри        | 2:06  | —               |
| 9       | Turkey Fish Follies         | Алан Сильвестри        | 4:17  | —               |
| 10      | Going Guys Way              | Алан Сильвестри        | 3:15  | —               |
| 11      | Story Time                  | Алан Сильвестри        | 3:55  | —               |
| 12      | Family Maze                 | Алан Сильвестри        | 3:21  | —               |
| 13      | Star Canopy                 | Алан Сильвестри        | 2:08  | —               |
| 14      | Grug Flips His Lid          | Алан Сильвестри        | 1:44  | —               |
| 15      | Planet Collapse             | Алан Сильвестри        | 1:44  | —               |
| 16      | We’ll Die If We Stay Here   | Алан Сильвестри        | 5:29  | —               |
| 17      | Cave Painting               | Алан Сильвестри        | 1:12  | —               |
| 18      | Big Idea                    | Алан Сильвестри        | 2:35  | —               |
| 19      | Epilogue                    | Алан Сильвестри        | 4:25  | —               |
| 20      | Cave Painting Theme         | Алан Сильвестри        | 2:53  | —               |
| 21      | The Crood’s Family Theme    | Алан Сильвестри        | 5:54  | —               |
| 22      | Cantina Croods              | Алан Сильвестри        | 1:13  | —               |
| 23      | Shine Your Way              | Owl City & Yuna        | 3:24  | Во время титров |

## Награды и номинации
- 2014 — номинация на премию «Энни» за лучший мультфильм года.
- 2014 — 2 номинации на премию «Сатурн»: лучший мультфильм и лучшие визуальные эффекты.
- 2014 — номинация на премию «Оскар» за лучший мультипликационный фильм